# Jernhårde ladies
Jernhårde ladies er en dansk dokumentarfilm fra 2010 med instruktion og manuskript af Mads Kamp Thulstrup.

## Handling
Filmen fortæller historien om det danske kvindelandshold i håndbold i perioden 1987-1996. Filmen hædrer spillerne og træneren, Ulrik Wilbek, der forvandlede sporten til et nationalt fænomen og viser spillernes og trænerens professionelle og personlige liv, deres op og nedture samt deres lange, hårde kamp mod det fælles mål at blive olympiske mestre. Wilbek og spillerne ser tilbage på tiden med nye øjne og reflekterer over al tumulten. Filmen handler også om eneren mod kollektivet. Om et lysende og vildt talent, Anja Andersen, som ingen kunne styre, og som alle derfor forsøgte at holde nede. Filmen er en universel historie om heltinder, der går grueligt meget igennem. I 1996 strømmede billederne fra OL i Atlanta ind i de danske stuer, og myten blev uigenkaldeligt skabt.